# 셀루메드
셀루메드(Cellumed Co. Ltd.)는 대한민국의 치과용 골이식재 OEM 기업이다. 본사는 서울시 금천구 디지털로 130, 402호(가산동, 에이스테크노타워9차)에 위치해 있으며 대표이사는 유인수이다. 2024년 최대주주인 인스코비를 대상으로 100억 원 규모의 3자 배정 유상증자를 하였다. 주사제형 피부이식재를 개발한 바 있다.

## 역사
1985년 뉴테크맨으로 설립되었으며 코리아본뱅크으로 변경하였다가 2013년 3월 29일에 현재의 상호로 변경하였다.

## 종속 기업
- (주)인스그린
- 환경이엔지

## 같이 보기
- 오스템임플란트
- 인스코비

## 참고문헌
1. ↑  정수천, 셀루메드, 덴탈 골이식재 공급 확대…“매출 성장ㆍ이익 개선 전망”, 이투데이, 2024년 6월 10일
2. ↑  유인수 셀루메드 대표 "본격 해외 진출로 성장 가속화", 한국경제, 2018년 7월 23일
3. ↑  셀루메드, 100억 원 규모 3자 배정 유증 납입 완료…안정적 경영 기대, 바이오타임즈, 2024년 3월 7일
4. ↑  조성흠, 셀루메드, 주사제형 피부이식재 개발에 상한가, 연합뉴스, 2024년 12월 30일